# DMDNB
 (avril 2023).
Le DMDNB, ou DMNB, chimiquement 2,3-diméthyl-2,3-dinitrobutane, est un composé organique volatil utilisé comme marqueur de détection d'explosifs dans de nombreux pays dont la France et les États-Unis, où il est pratiquement le seul marqueur utilisé. Les chiens y sont très sensibles et peuvent détecter une concentration aussi faible que 0,5 ppb dans l'air, tout comme les spectromètres spécialisés dans la mobilité des ions. Sa présence permet une détection plus fiable des explosifs.